# Kroon van Christiaan V

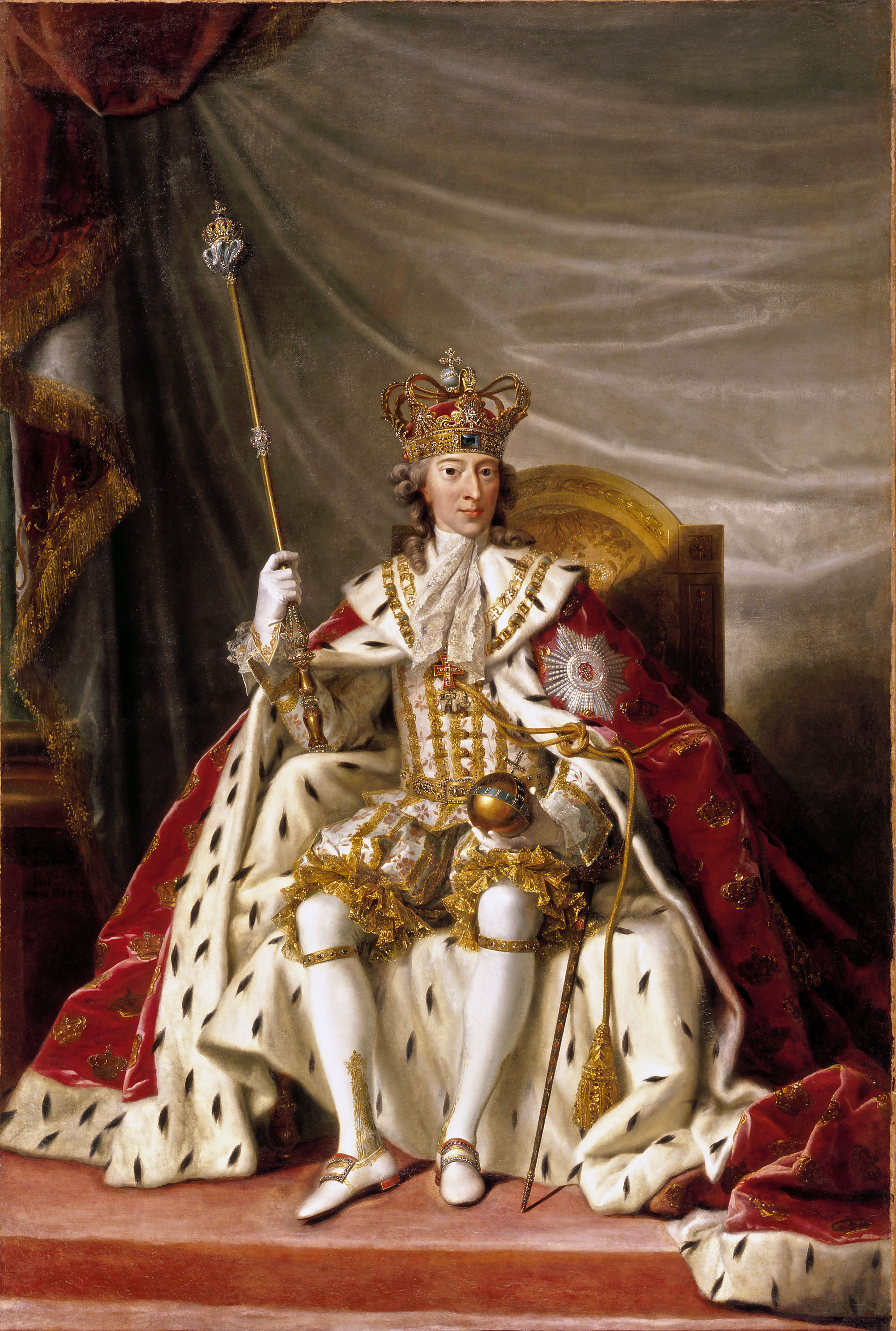
Christiaan VII met de kroon van Christiaan V en Rijksinsigniën als uitdrukking van zijn absolute macht. Het schilderij werd in 1789 gemaakt, toen de psychisch gestoorde koning reeds onder de voogdij van de kroonprins stond.

De Kroon van Christiaan V (ook soms wel Absolute Kroon genoemd) is sinds 1671 de officiële kroon van het koninkrijk Denemarken. Het werd door koning Frederik III voor zijn zoon Christiaan V besteld bij de juwelier Paul Kurz in 1665, nadat hij er in 1660 in was geslaagd een absolute erfelijke monarchie in te voeren.
Deze kroon werd weliswaar naar aanleiding van een kroning gedragen, maar niet voor de rituele kroningshandeling zelf gebruikt. Omdat de koninklijke waardigheid nu door erfrecht werd overgedragen, met andere woorden zonder aandeel hierin van de adel of de Rijksstanden (zie kiesmonarchie), werd de kroning tot de religieuze wijdingsrite van de zalving beperkt. De zalving werd toen er een einde werd gemaakt aan de absolute monarchie (Deense Grondwet van 1849) afgeschaft. Sindsdien wordt de kroon slechts noch bij de opbaring van een overleden monarch in een castrum doloris gebruikt.
De kroon bevindt zich samen met de andere Deense kroonjuwelen in de schatkamer van Slot Rosenborg in Kopenhagen.

## Vervaardiging en vormgeving

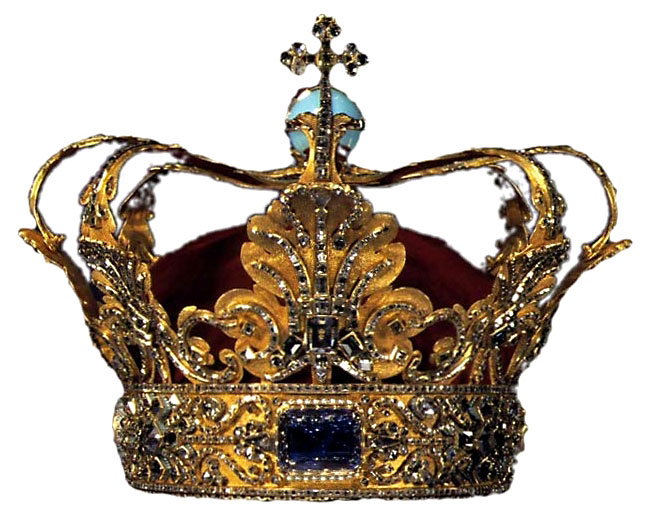
De kroon van Christiaan V.

De kroon werd in 1670/1671 door Paul Kurtz vervaardigd. Ze bestaat uit goud, email en geslepen edelstenen. De kroon is 21 cm hoog, meet ongeveer 25 cm in doormeter en heeft een totaal gewicht van 2080 gram. Op de kroonband zijn vier grote vierkante edelstenen aangebracht. Op de voor- en achterkant twee saffieren van respectievelijk 84 en 144 karaat en aan de zijkanten een robijn van 90 en een spinel van 107 karaat. In de tussenruimten tussen de stenen draagt de kroonband een uit diamanten gevormd rankornament, dat uit het midden uit een ster vertrekkend in S-vormige voluten in diamantbloesems eindigt. Boven de band steken acht tanden uit, die de vorm van een breed blad hebben en door voluutvormige uitlopende bladeren over de band heen met elkander zijn verbonden. Deze bladtanden zijn met een straalvormig ornament versierd, dat uit grote diamanten of diamantrozetten in het bladmidden ontspringt. Ze zijn erg naar buiten gewelfd. Aan hun uiteinden begint de beugel, die als smalle bladeren is gevormd en met diamanten is bezet. De beugel buigt boven de bladen voluutvormig in en is op de kruin licht ingedeukt, waar ze globe en kruis dragen. De blauw geëmailleerde globe draagt diamanten banden op de evenaarslijn en radiaal van voor- naar achterkant alsook rechthoekig daartoe op de bovenkant. Het kruis is uit diamanten samengesteld en heeft klavervormige uiteinden.

## Heraldiek
De Kroon van Christiaan V wordt vandaag nog steeds gevoerd in het wapen van Denemarken.